# 彼得·彼得罗维奇·格列博夫
彼得·彼得罗维奇·格列博夫（俄語：Пётр Петро́вич Гле́бов，1915年4月14日—2000年4月17日），是苏联的演员，由他主演的《静静的顿河》深得列昂尼德·伊里奇·勃列日涅夫的钟爱。